# Circuito de Cartagena
El Circuito de Cartagena es un autódromo que está situado en la carretera de La Aljorra, en las cercanías de Cartagena, en la comunidad autónoma de la Región de Murcia, España.

## Historia
El circuito fue inaugurado el 20 de noviembre de 1994 con motivo del Trofeo Federación Andaluza de Motociclismo y el 30 de abril de 1995 se disputaron las primeras carreras de automovilismo con la disputa del la Copas Citroën. Hasta 2009 albergó numerosas carreras nacionales de automovilismo e internacionales de motociclismo, siendo el Campeonato Europeo de Motociclismo su evento anual más destacado. A pesar de las mejoras de 2007, a partir de 2010 dejaron de celebrarse pruebas nacionales automovilísticas, mientras las pruebas motociclistas pasaron a acudir con bastante menor asiduidad.
Aun así, el circuito se especializó en rodadas o eventos privados, ya que es uno de los circuitos que más horas de entrenamientos y de competición puede albergar de toda España, debido a su situación estratégica y a la bonanza del clima de la zona. También es posible rodar sin luz natural, contando con un sistema de iluminación variable a lo largo de toda la pista principal, de forma que no sea necesario que los vehículos lleven sistemas de iluminación propia.
Recientemente el circuito se ha visto afectado por problemas relacionados con los niveles de ruido, deficiencias en la seguridad estructural y la falta de un plan técnico que solventara distintas irregularidades.

## Información del circuito
Trazado
- Longitud Total: 3.506.02 m
- Longitud de recta principal: 610 m
- Anchura de pista: en recta meta 12 m, resto 10 m
- Número de Curvas: total 18, a derechas 10 y a izquierdas 8
- Desnivel máximo: 8,92 %

Boxes y paddock
Se cuenta con 30 Boxes, de los que 18 son de 66m2 y 12 de 42m2, todos ellos dotados de conexiones para electricidad, agua, aire comprimido y acceso WI-FI.
52.000 metros de paddock hospitality, con tomas de agua y luz, aseos y duchas.
Otros
- Centro médico de primeros auxilios
- Circuito cerrado de TV
- Áreas y salas de actividades
- Colegio propio de Oficiales Federados Motociclismo/Automovilismo.
- Restaurante
- La Curva 12 se llama Francisco Moral, en honor al impulsor del circuito fallecido en 1992. La curva 13 homenajea a Ángel Nieto[5] y la 14 a Pedro Acosta.[6]